# Ochthocosmus
Ochthocosmus es un género de árboles perteneciente a la familia  Ixonanthaceae. La especie tipo es Ochthocosmus roraimae Benth..  El género fue descrito por Benth. y publicado en London Journal of Botany  2: 366, en el año 1843.
Contiene las siguientes especies:

## Especies
- Ochthocosmus cuanzensis Exell & Mendonça
- Ochthocosmus gossweileri Exell & Mendonça
- Ochthocosmus roraimae Benth.